# کوروس شاهمیری
کورُس شاهمیری با نام هنری کورُس (زادهٔ ۲۳ اسفند ۱۳۳۱) خواننده، آهنگساز، تنظیم‌کننده و تهیه‌کنندهٔ موسیقی پاپ ایرانی است که در سال ۱۹۸۵ اولین آلبوم رسمی خود را به نام «خواستگاری» همراه با اندی منتشر کرد.
«پرواز»، «بلا» و «خداحافظ» آلبوم‌های بعدی و مشترک این دو بود. آن دو در سال ۱۹۹۱ به همکاری با همدیگر پایان دادند.
کورُس پس از آن پنج آلبوم را به‌صورت انفرادی منتشر کرد و آخرین آلبوم او در پاییز سال ۲۰۱۰ با نام «افسانه» منتشر شده‌ است.

## آلبوم‌ها

### خواستگاری (به‌ همراهاندی) (۱۹۸۶/۱۳۶۵)
| نام ترانه    | خواننده     | ترانه‌سرا        | آهنگساز    | تنظیم‌کننده  |
| ------------ | ----------- | --------------- | ---------- | ----------- |
| خواستگاری    | اندی        | ژاکلین          | ژاکلین     | اندی و کورُس |
| مدلی محلی    | کورُس و اندی | محلی            | محلی       | اندی و کورُس |
| دوریس        | کورُس        | بیژن سمندر      | کورُس       | اندی و کورُس |
| رفتم که رفتم | کورُس و اندی | معینی کرمانشاهی | علی تجویدی | اندی و کورُس |
| مادر         | اندی        | بیژن سمندر      | اندی       | اندی        |
| O’Daddy      | اندی        | فلیتوود مک      | فلیتوود مک | اندی        |
| Three Of Us  | اندی        | اندی            | اندی       | اندی        |

### پرواز (به‌ همراهاندی) (۱۹۸۷/۱۳۶۶)
| نام ترانه           | خواننده     | ترانه‌سرا                  | آهنگساز              | تنظیم‌کننده  |
| ------------------- | ----------- | ------------------------- | -------------------- | ----------- |
| تپلی                | اندی        | ه‍. خراسانی                 | منوچهر چشم‌آذر و اندی | اندی و کورُس |
| آخه نیستی عاشق      | کورُس        | لیلا کسری                 | فرخ آهی              | اندی و کورُس |
| بوسه                | اندی        | همایون هوشیارنژاد         | فرخ آهی و اندی       | اندی و کورُس |
| بهش بگو             | کورُس و اندی | سایرینا                   | حسن شماعی‌زاده        | اندی و کورُس |
| ما همه ایرونی هستیم | اندی و کورُس | ژاکلین                    | ژاکلین               | اندی و کورُس |
| درو وا کن           | کورُس        | سایرینا                   | سایرینا              | اندی و کورُس |
| چی میشد             | اندی        | ژاکلین                    | ژاکلین و اندی        | اندی و کورُس |
| نیلوفر              | کورُس و اندی | نواب صفا                  | عباس شاپوری          | اندی و کورُس |
| Restless            | اندی        | Terry Mace و Ken Northway | فرخ آهی              | فرخ آهی     |

### بلا (به‌ همراهاندی) (۱۹۹۰/۱۳۶۹)
| نام ترانه         | خواننده     | ترانه‌سرا                  | آهنگساز       | تنظیم‌کننده           |
| ----------------- | ----------- | ------------------------- | ------------- | -------------------- |
| بلا               | اندی        | لیلا کسری                 | اندی          | اندی، کورُس و فرخ آهی |
| تو                | کورُس        | لیلا کسری                 | فرخ آهی       | اندی، کورُس و فرخ آهی |
| شیطون بلا         | اندی        | سیوا و همایون هوشیارنژاد  | سیوا و اندی   | اندی، کورُس و فرخ آهی |
| آتیش              | کورُس        | لیلا کسری                 | فرخ آهی       | اندی، کورُس و فرخ آهی |
| نگاه              | اندی        | ژاکلین                    | ژاکلین        | اندی، کورُس و فرخ آهی |
| نیلوفر (ریمیکس)   | کورُس و اندی | اسماعیل نواب صفا          | عباس شاپوری   | اندی، کورُس و فرخ آهی |
| نمیای             | کورُس و اندی | لیلا کسری                 | فرخ آهی       | اندی، کورُس و فرخ آهی |
| لیلا              | اندی        | ژاکلین                    | اندی          | اندی، کورُس و فرخ آهی |
| خدای آسمون‌ها      | اندی و کورُس | جهانبخش پازوکی            | طوفان هل‌عطایی | اندی، کورُس و فرخ آهی |
| Don't Go Away     | اندی        | اندی                      | اندی          | اندی، کورُس و فرخ آهی |
| Restless (ریمیکس) | اندی        | Terry Mace و Ken Northway | فرخ آهی       | اندی، کورُس و فرخ آهی |

### خداحافظ (به‌ همراه اندی) (۱۹۹۱/۱۳۷۰)
| نام ترانه     | خواننده     | ترانه‌سرا              | آهنگساز             | تنظیم‌کننده          |
| ------------- | ----------- | --------------------- | ------------------- | ------------------- |
| دختر آتیش‌پاره | اندی و شهره | پاکسیما زکی‌پور        | منوچهر چشم‌آذر، اندی | منوچهر چشم‌آذر، اندی |
| یاسمن         | کورُس        | هما میرافشار          | کورُس                | کورُس                |
| آمنه          | اندی        | منوچهر منوچهری (بیدل) | ناصر تبریزی         | اندی                |
| شهر عاشقا     | کورُس        | پاکسیما زکی‌پور        | فرخ آهی             | کورُس                |
| باز آمد       | کورُس        | معینی کرمانشاهی       | جواد معروفی         | کورُس                |
| کویر          | اندی        | فریور رجایی           | اندی                | اندی                |
| Strange Love  | اندی        | Terry Mace            | فرخ آهی             | اندی                |
| عشق مسموم     | اندی و کورُس | لیلا کسری             | حسن شماعی‌زاده       | اندی و کورُس         |
| عشق مسموم     | اندی و کورُس | لیلا کسری             | اندی                | اندی و کورُس         |
| Medley        | اندی و کورُس |                       |                     | اندی و کورُس         |

### نسل من (۱۹۹۳/۱۳۷۲)
| نام ترانه                                | ترانه‌سرا            | آهنگساز         | تنظیم‌کننده            |
| ---------------------------------------- | ------------------- | --------------- | --------------------- |
| کلک                                      | پاکسیما زکی‌پور      | کورُس            | کورُس                  |
| زیر بارون                                | منصور خرسندی        | کورُس            | آرا هایراپتیان و کورُس |
| دختر همسایه (اجرای اصلی توسط ناصر صبوری) | جهانبخش مهموری      | ناصر آهنیان     | فریدون حیدرنیا        |
| ماه عسل                                  | پاکسیما زکی‌پور      | مجید قربانی     | مجید قربانی و کورُس    |
| نسل من                                   | ژاکلین              | ژاکلین          | کورُس                  |
| تو بمون                                  | پاکسیما زکی‌پور      | کورُس            | کورُس                  |
| قایق شکسته                               | آرش کبیر            | آرش کبیر و کورُس | آرش کبیر و کورُس       |
| Body Talk                                | T.Mace و K.Northway | فرخ آهی         | فرخ آهی و کورُس        |

### یاغی (۱۹۹۵/۱۳۷۴)
| نام ترانه         | ترانه‌سرا            | آهنگساز             | تنظیم‌کننده   |
| ----------------- | ------------------- | ------------------- | ------------ |
| همچی همچی         | پاکسیما زکی‌پور      | کورُس                | کورُس         |
| ای یار بلا        | جمشید زندی          | جمشید زندی          | کورُس         |
| تابستون           | پاکسیما زکی‌پور      | کورُس                | کورُس         |
| خلوت خواب         | آرش کبیر            | آرش کبیر            | آرش و کورُس   |
| عید               | نازنین              | کورُس                | کورُس         |
| یاغی              | هوشنگ شفا           | کورُس                | کورُس         |
| مگه ازت چی خواستم | ژاکلین              | ژاکلین              | کورُس         |
| بی تو             | مسعود فردمنش        | مسعود فردمنش        | داوود اردلان |
| I Will Survive    | D.Fekaris, F.Perien | D.Fekaris, F.Perien | کورُس         |

### شاهزادهٔ قصه / هشت دروازهٔ شهر عشق (۱۹۹۸/۱۳۷۷)
| نام ترانه                                               | ترانه‌سرا        | آهنگساز      | تنظیم‌کننده       |
| ------------------------------------------------------- | --------------- | ------------ | ---------------- |
| دوسِت دارم (شب عشق)                                      | ژاکلین          | کورُس         | کورُس             |
| ناز نکن                                                 | کینوش شهروزی    | محلی         | کورُس             |
| چه خوبه آدم همیشه (به‌همراه اندی) (بازخوانی ترانهٔ قدیمی) | علی گزرسر       | پرویز مقصدی  | اندی و کورُس      |
| تو دروغاتم قشنگه (بازخوانی ترانهٔ قدیمی)                 | ایرج جنتی عطایی | بابک بیات    | کورُس             |
| گوش کن خدایا                                            | کینوش شهروزی    | فرد میرزا    | فرد میرزا و کورُس |
| وقتی از در تو میای                                      | کینوش شهروزی    | حسین علیزاده | کورُس             |
| یه قدم تو، یه قدم من                                    | ایرج رزمجو      | کورُس         | کورُس             |
| لالایی                                                  | کینوش شهروزی    | کورُس         | کورُس             |

### عاشق‌ترین (۲۰۰۱/۱۳۸۰)
| نام ترانه        | ترانه‌سرا       | آهنگساز      | تنظیم     |
| ---------------- | -------------- | ------------ | --------- |
| عشق من           | ژاکلین         | کورُس         | کورُس      |
| چشمای بندری      | سعید محمدی     | سعید محمدی   | کورُس      |
| ستاره بارون      | هاتف           | فرد میرزا    | فرد میرزا |
| وقت نشد          | زیبا شیرازی    | کورُس         | کورُس      |
| ایران زیبا       | ژاکلین         | کورُس         | کورُس      |
| لجبازها          | پاکسیما زکی‌پور | پیروز و کورُس | کورُس      |
| با من برقص عزیزم | رضا ضرابی      | کورُس         | کورُس      |
| عاشق‌ترین         | زیبا شیرازی    | کورُس         | کورُس      |

### افسانه (۲۰۱۰/۱۳۸۹)
| نام ترانه                         | ترانه‌سرا         | آهنگساز              | تنظیم‌کننده     |
| --------------------------------- | ---------------- | -------------------- | -------------- |
| تاپ تاپ                           | پارسا            | کورُس                 | احسان خلقی     |
| چایی چایی                         | زیبا شیرازی      | شاهرخ شاهید، محلی    | فرخ آهی و کورُس |
| چه‌جوری عاشقت کنم                  | کینوش شهروزی     | کورُس                 | کورُس           |
| افسانه                            | فیروز فرجی       | فیروز فرجی           | کورُس           |
| تو رو با عشق خریدم (به‌همراه مهرو) | زیبا شیرازی      | کورُس                 | کورُس           |
| عشق مسموم (به‌همراه اندی)          | لیلا کسری (هدیه) | حسن شماعی‌زاده و اندی | کورُس           |
| تجربهٔ طلاق                        | آرش کبیر         | آرش کبیر             | کورُس           |
| تاپ تاپ (تنظیم متفاوت)            | پارسا            | کورُس                 | فرخ آهی و کورُس |
| قایق شکسته                        | آرش کبیر         | آرش کبیر             | کورُس           |
| باور کن                           | هدی کردباغ       | کورُس                 | کورُس           |
| فاصلهٔ میونِ ما                     | پاکسیما زکی‌پور   | حمید ندیری           | کورُس           |

## تک‌آهنگ‌ها
| نام ترانه                   | ترانه‌سرا                    | آهنگساز              | تنظیم          | سال انتشار |
| --------------------------- | --------------------------- | -------------------- | -------------- | ---------- |
| محال                        | مریم ذاکری                  | احسان خلقی           | احسان خلقی     | ۱۳۹۰       |
| دوراهی (با شهرام معصومیان)  | پاکسیما زکی‌پور              | آربی کالوسیان        | احسان خلقی     | ۱۳۹۲       |
| آبی                         | حسین غیاثی                  | احسان خلقی           | احسان خلقی     | ۱۳۹۴       |
| ای وای گلم                  | کینوش شهروزی                | کورُس                 | احسان خلقی     | ۱۳۹۴       |
| به گمونم خدا ایرونی باشه    | گلناز گلزاری                | کورُس                 | احسان خلقی     | ۱۳۹۵       |
| زندگی(تنظیم مجدد)           | علی رضایی                   | علی رضایی            | احسان خلقی     | ۱۳۹۷       |
| زندگی                       | علی رضایی                   | علی رضایی            | آرش آزاد       | ۱۳۹۶       |
| وای دل من                   | کینوش شهروزی                | کورُس                 | احسان خلقی     | ۱۳۹۷       |
| عید امسال                   | حمیدرضا تاجیک و پیمان درویش | مسعود معصومیان       | مسعود معصومیان | ۱۳۹۸       |
| خیام (با آرمان یموتی)       | رباعیات خیام                | کورُس                 | احسان خلقی     | ۱۳۹۸       |
| روزای تعطیل                 | رضا لسانی                   | رضا احمدی            | کورُس           | ۱۳۹۸       |
| بهار نارنج                  | نکتا یگانگی                 | کورُس و روزبه هوشمندی | احسان خلقی     | ۱۳۹۹       |
| بهار نارنج (الکترونیک ورژن) | نکتا یگانگی                 | کورُس و روزبه هوشمندی | احسان خلقی     | ۱۳۹۹       |
| اتفاق دلخواه                | مهشاد عرب                   | کورُس                 | احسان خلقی     | ١٤٠٠       |
| آرمینه(با آرمین ویگن)       | نکتا یگانگی                 | کورُس                 | احسان خلقی     | ١٤٠١       |
| به موت قسم(با کسرا شجاعی)   | نکتا یگانگی                 | کورٌس                 | امیر عرشیا     | ١٤٠۲       |
| شانس تازه                   | عباس علی اسکاتی و کورٌس      | کورٌس                 | احسان خلقی     | ١٤٠۲       |